# Sukaraya (Karangbahagia)
Sukaraya is een bestuurslaag in het regentschap Bekasi van de provincie West-Java, Indonesië. Sukaraya telt 34.360 inwoners (volkstelling 2010).